# 워렌 더글러스

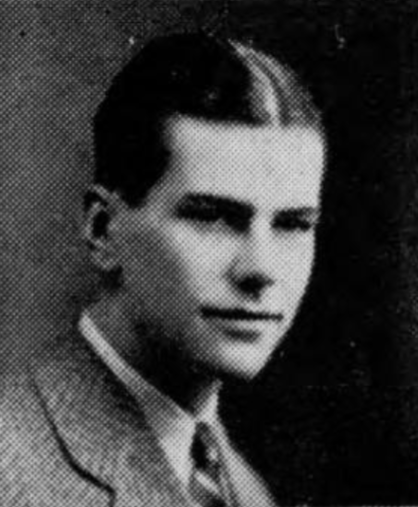

워렌 더글러스(Warren Douglas, 1911년 7월 29일 ~ 1997년 11월 15일)는 미국의 배우, 텔레비전 배우, 각본가이다.
미니애폴리스에서 태어났다.

## 영화
- 캐넌 목장 (1967년)
- 보난자 (1959년)
- 헬렌 모건 스토리 (1957년)
- 딥 식스 (1957년)
- 샤이안 (1955년)
- 해병의 자부심 (1945년)
- 노던 퍼슈트 (1943년)
- 데스티네이션 도쿄 (1943년)
- 에어 포스 (1943년)